# Olivier Douyère
Pour les articles homonymes, voir Douyère.
 Olivier Douyère, né le 26 mai 1953 à Paris, est un écrivain et un scénariste français, auteur de roman policier.

## Biographie
Il fait des études d'ethnologie et d'ethnomusicologie. En 1978, il effectue des travaux de recherche au Ghana. De retour en France, il travaille comme scénariste, régisseur ou directeur de production sur des films publicitaires. Puis, à partir de 1987, il est scénariste pour le cinéma.
En 1990, il publie son premier roman, Sixième gauche. Puis, en 1996, il écrit une aventure du Poulpe, Bunker menteur avant de faire paraître Long Feu dans la collection Série noire dans lequel il fait une « critique féroce et corrosive  des infinies possibilités des turpitudes humaines (qui) ne manque pas d'humour » selon Claude Mesplède.

## Œuvre

### Romans
- Sixième gauche, Calmann-Lévy (1990)  (ISBN 2-7021-1881-X)
- Bunker menteur, Éditions Baleine, coll. « Le Poulpe » no 32 (1996)  (ISBN 2-84219-031-9)
- Marche ou grève !, Éditions Baleine, coll. « Le Poulpe » (coécrit avec Patrick Raynal et Jean-Bernard Pouy)  (ISBN 2-84219-094-7)
- Long Feu, Éditions Gallimard, coll. « Série noire » no 2588 (2000)  (ISBN 2-07-049931-6)
- Monsieur Lavabeau, Éditions Baleine, coll. « Série grise » no 7 (2001)  (ISBN 2-84219-288-5)

### Novélisation
- Agents secrets, Payot & Rivages (2004)  (ISBN 2-7436-1199-5)

### Nouvelle
- Kalashnikov 73, dans l'anthologie Terres brûlées, Payot & Rivages, coll. « Rivages/Thriller » (2000)  (ISBN 2-7436-0648-7), réédition Payot & Rivages, coll. « Rivages/Noir » no 477 (2003)  (ISBN 2-7436-1121-9)

## Filmographie

### Court-métrage pour le cinéma
- 1980 : L'Histoire du cahier anonyme (réalisation et scénario)

### Scénarios pour le cinéma
- 1986 : High Speed, film français réalisé par Monique Dartonne et Michel Kaptur
- 1994 : Loin des barbares (autre titre En attendant les barbares), film franco-italo-belge réalisé par Liria Bégéja
- 1998 : Vivre au paradis, film franco-algéro-belgo-norvégien réalisé par Bourlem Guerdjou
- 1998 : Le Comptoir, film français réalisé par Sophie Tatischeff
- 2000 : Scènes de crimes, film français réalisé par Frédéric Schoendoerffer
- 2001 : Un ange, film français réalisé par Miguel Courtois
- 2004 : Agents secrets, film franco-italo-espagnol réalisé par Frédéric Schoendoerffer
- 2011 : Nuit blanche, film français réalisé par Frédéric Jardin

### Scénario pour la télévision
- 1992 : Imogène inaugure les chrysanthèmes, épisode de la série télévisée française Imogène réalisé par Thierry Chabert

## Sources
: document utilisé comme source pour la rédaction de cet article.
- Claude Mesplède (dir.), Dictionnaire des littératures policières, vol. 1 : A - I, Nantes, Joseph K, coll. « Temps noir », 2007, 1054 p. (ISBN 978-2-910-68644-4, OCLC 315873251), p. 616